# كلير هاميلتون
كلير هاميلتون (بالإنجليزية: Claire Hamilton)‏ هي لاعبة كرلنغ بريطانية، ولدت في 31 يناير 1989 في دامفريس ‏ في المملكة المتحدة.

## وصلات خارجية
- كلير هاميلتون على موقع الاتحاد الدولي للكرلنغ (الإنجليزية)
- كلير هاميلتون على موقع اللجنة الأولمبية الدولية (الإنجليزية)
- كلير هاميلتون على موقع أوليمبيديا (الإنجليزية)
- كلير هاميلتون على موقع اللجنة الأولمبية البريطانية (الإنجليزية)